# میا لندزمن
میا لندزمن (زاده ۲۵ سپتامبر ۱۹۹۲‏) بازیگر تئاتر و تلویزیون اسرائیلی است. او برنده جایزه اسکار تلویزیون و جایزه بهترین بازیگر زن در جشنواره بین‌المللی کن را در سریال کنسرو فروشی در سال ۲۰۲۲ را کسب کرد.

## زندگی‌نامه
میا در تل آویو متولد شد و در آنجا رشد پیدا نمود. او در نخستین دبیرستان شهری در رشته تئاتر تحصیل کرد و بعد از آن در ارتش اسرائیل به عنوان فرمانده دسته پسران خدمت کرد. و بعد از آن میا در رشته بازیگری در مدرسه بازیگری نیسان ناتیو رفت و در آن مکان تحصیل نمود.

## حرفه
میا از سال ۲۰۱۶ در سه فصل نخست سریال «خواهران موفق من» نقش آفرینی کرد.
میا در سال ۲۰۱۸ نقش دومش را در سریال «خرس را بیدار کن» نقش آفرینی کرد. وی در همان سال، در فصل نخست سریال «فروشگاه اصلی در نقش نائومی، کارگر لزبین یشم را در مارسل نقش آفرینی کرد. میا در سال ۲۰۲۰ بار دیگر به بازی در نقش نائومی برگشت و در سریال «تمرینات» در نقش آلما بازیگر تئاتر نقش آفرینی نمود.